# Eusapia guyanensis
Eusapia guyanensis là một loài bọ cánh cứng trong họ Cerambycidae.